# Panorama van de Slag bij Waterloo

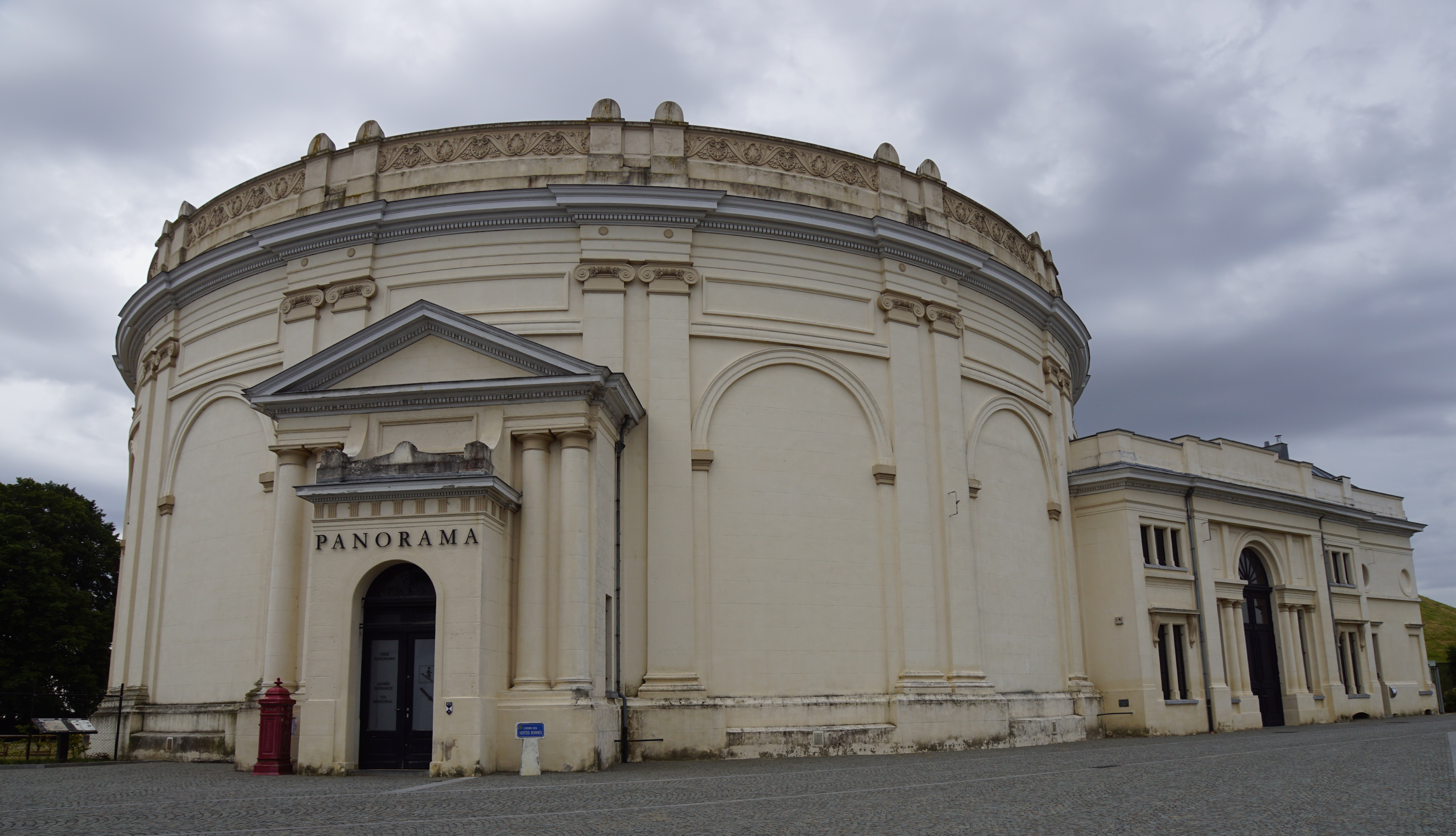
Het gebouw uit 1915 waarin zich het Panorama van de Slag bij Waterloo bevindt.

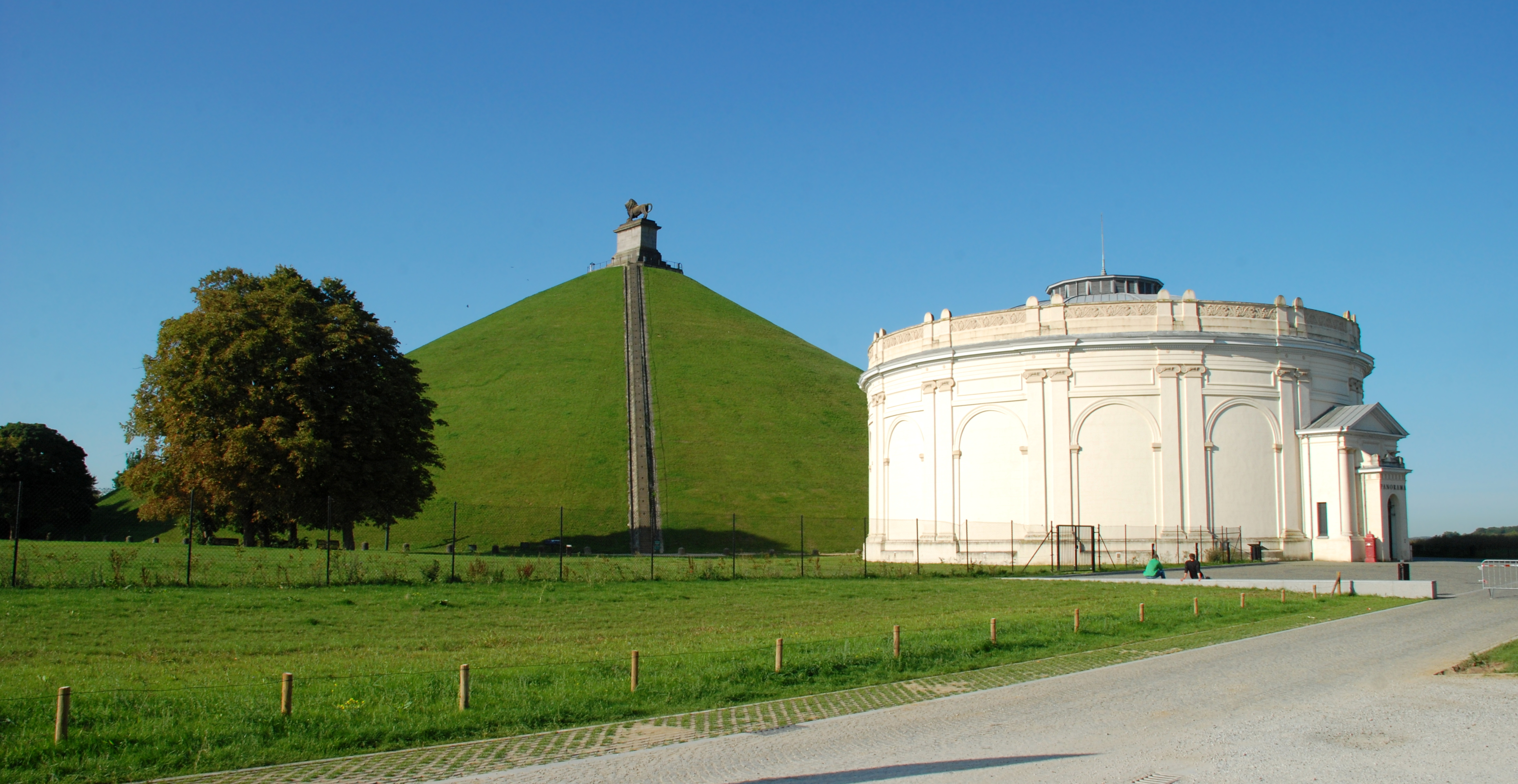
Zijaanzicht.

Panorama van de slag bij Waterloo (Frans: Panorama de la Bataille de Waterloo) is een cilindervormig schilderij van 12 meter hoog en 110 meter lang. Het schilderij, ontstaan in 1915, laat de Slag bij Waterloo zien. Het is geschilderd door Louis-Jules Dumoulin.
De volgende scènes zijn geschilderd:
- De brandende hoeve van Hougoumont
- Maarschalk Ney aan het hoofd van de Franse cavalerie
- Napoleon aan het hoofd van zijn staf
- De hoeve van Belle Alliance te Plancenoit
- De Haie Sainte hoeve
- In de verte de rook van de Pruisiche batterijnen
- De holle weg van Ohain
- Het geallieerde hospitaal van de hoeve Mont St Jean
- Tegenaanval van de Nederlandse cavalerie
- De prins van Oranje en zijn gevolg
- De hertog van Wellington en zijn staf
- De Britse troepen door Ney aangevallen

Het panorama ligt nabij de Leeuw van Waterloo in Eigenbrakel. Sinds 2015 is het panorama een onderdeel van het museum Mémorial 1815.
Het schilderij bevindt zich in een gebouw dat qua bouwstijl getypeerd kan worden als rotonde. Door het verhoogde midden van de rotunda en het perspectieftalent van Louis DuMoulin heeft de toeschouwer van het panorama het gevoel dat hij uitkijkt op taferelen die zich afspeelden tijdens de Slag bij Waterloo. Naast het visuele aspect worden er geluidseffecten afgespeeld om de toeschouwer een zo realistisch mogelijke ervaring te geven van het gevecht tussen de infanterie en de cavalerie.
Het International Panorama Council heeft in juli 2008 het panorama laten toevoegen aan het voorlopige voorstel van België voor de Werelderfgoedlijst van UNESCO.

## Galerij

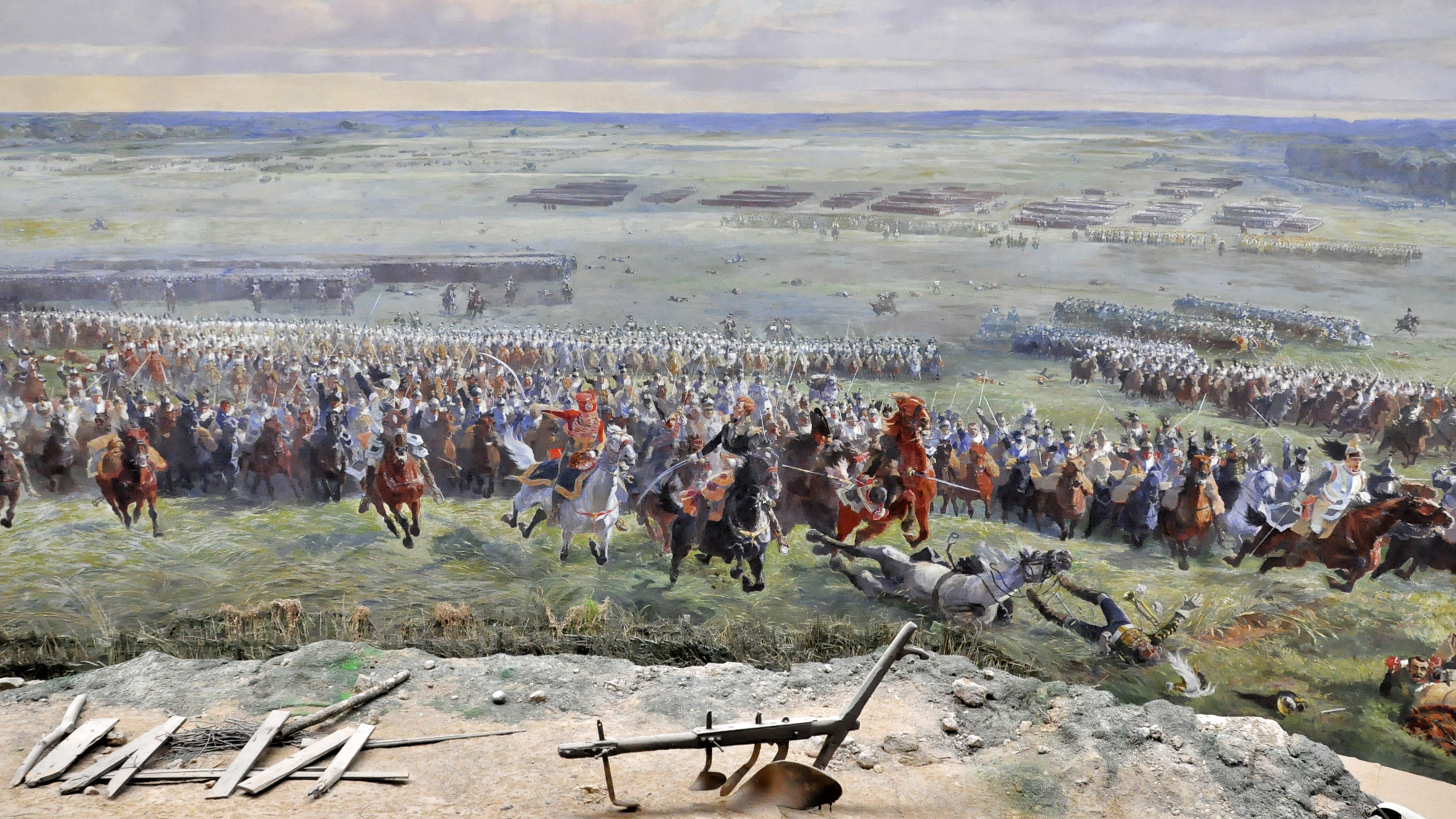
De charge van de Franse cavalerie onder leiding van maarschalk Michel Ney
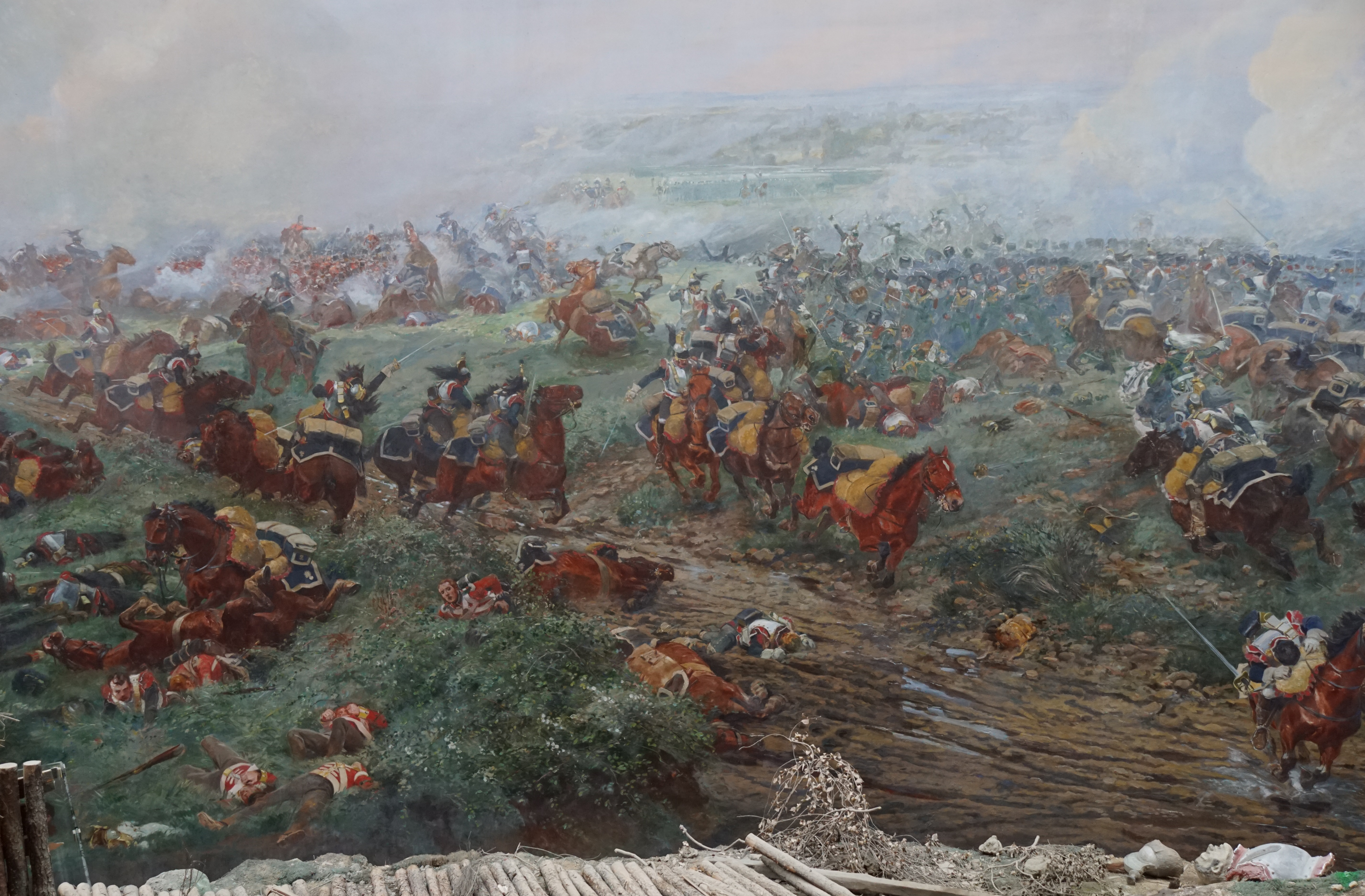
De prins van Oranje en zijn gevolg.
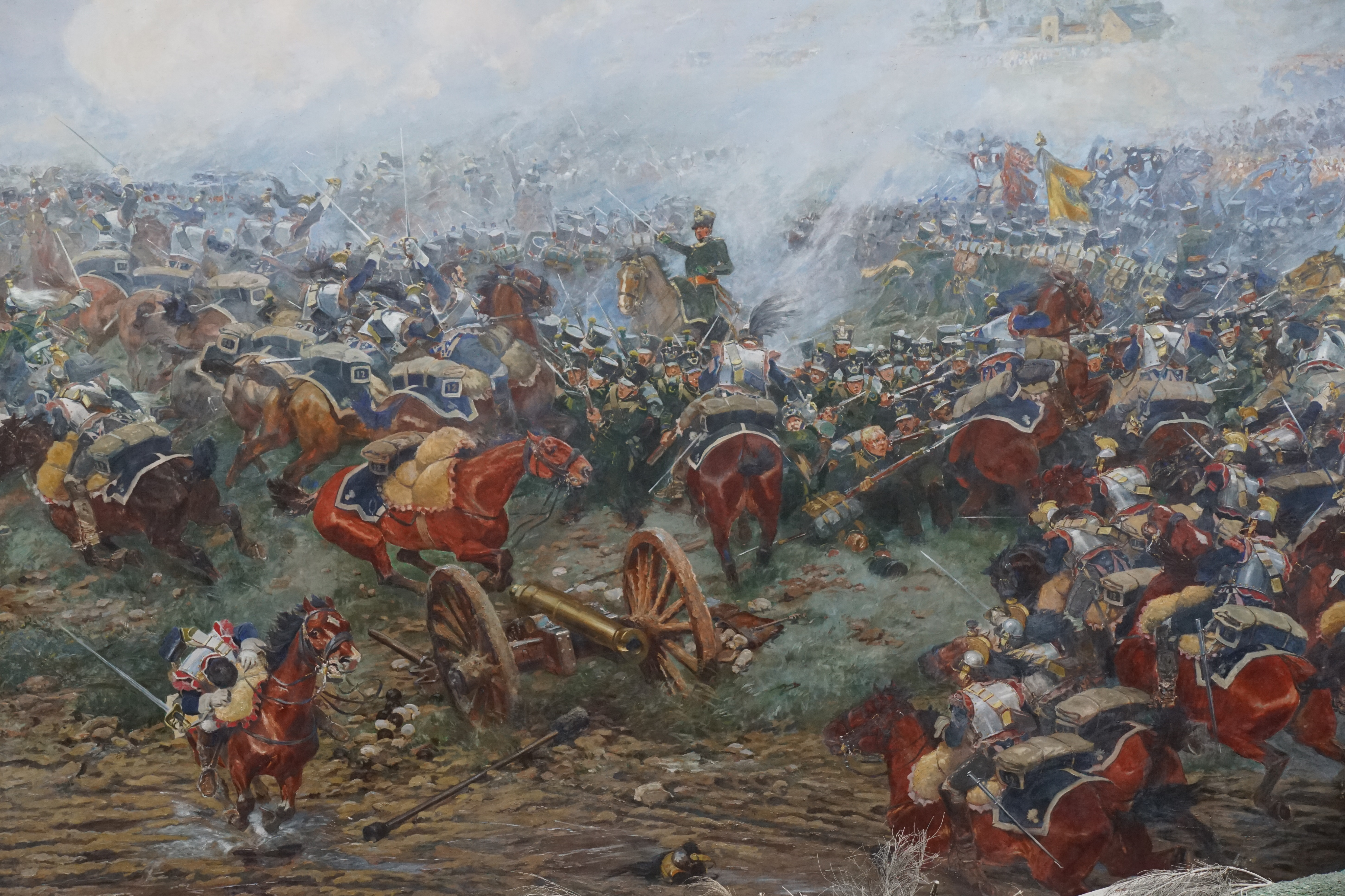
Tegenaanval van de Nederlandse cavalerie.
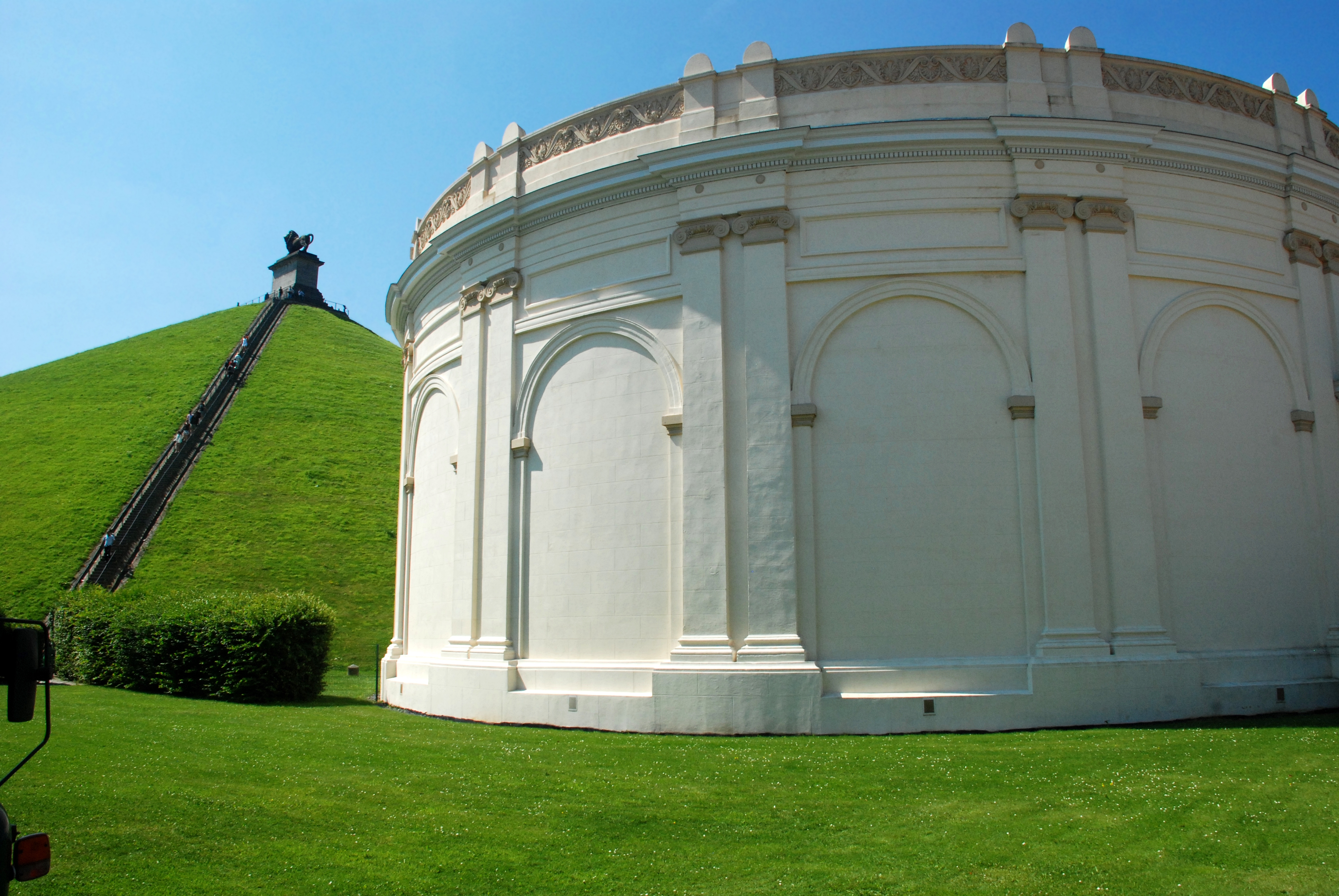
Achterzijde van het gebouw met ernaast de Leeuw van Waterloo